# Tysalovo
Tysalovo, ukrajinsky Тисалово, někdy též Тисолово, je osada obce Novoselycja v neresnyckém územním společenství (hromadě), v okrese Ťačiv, v Zakarpatské oblasti Ukrajiny. V roce 2025 zde žilo 1281 obyvatel.

## Přírodní památka s názvem Holé skály
Na území osady je na vrcholu hory Velykyj Kamenec, na ploše 7 hektarů, přírodní památka s názvem Holé skály. Status památky byl udělen  k zachování skalního masivu na vrcholu této hory. Skály jsou tvořeny jurským vápencem, ve kterém byly objeveny četné pozůstatky fosilní fauny.